# A Death Note szereplőinek listája
Ez a lista Óba Cugumi és Obata Takesi Death Note című manga- és animesorozatának szereplőit mutatja be. A sorozat története egy kitalált világban játszódik, mely gyakorlatilag megegyezik a való világgal. Az egyetlen jelentősebb eltérés a halálistenek és az ő saját világuknak létezése.

## A szereplők megalkotása és az alapelgondolás
A sorozat cselekménye Jagami Light, egy középiskolai diák tetteit követi nyomon, akinek birtokába kerül egy természetfeletti erővel rendelkező jegyzetfüzet, a „Halállista”, melyet a Ryuk nevű halálisten hagyott el a földi világban. A Halállista felruházza birtokosát azzal a hatalommal, hogy bárkit meggyilkolhasson, akinek ismeri az arcát és az illető nevét beleírja a füzetbe. Light a jegyzetfüzet segítségével egy olyan világot akar megteremteni és uralni, melyben nem létezik a gonosz, bármennyi emberéletbe is kerüljön az. Light hamarosan segítségre is talál, Amane Misza, egy hányattatott sorsú fiatal tinibálvány személyében. A hirtelen módon megszaporodó titokzatos halálesetek az ismert bűnözők körében hamar felkelti az Interpol, és egy ugyancsak titokzatos nyomozó, „L” figyelmét. L veszélyesen közel kerül a Kira néven tevékenykedő Light leleplezéséhez, aki ezért meggyilkolja őt. Az elhunyt mesterdetektív helyére azonban két fiatal, de ugyanolyan zseniális nyomozó, Mello és Near lép.
A sorozat írója, Óba Cugumi a szereplők jellemét és személyiségét alkotta meg, míg Obata Takesi, a Death Note rajzolója szinte teljes egészében önállóan alkothatta meg azok kinézetét. Óba szándékosan olyan neveket választott szereplői számára, melyek akár valódiak is lehettek volna, de biztosan nem léteznek a való világban. Ennek oka, hogy a szereplők legtöbbje bűnöző vagy pedig áldozat.

## A sorozat főszereplői

### Jagami Light
Jagami Light (夜神月) a sorozat főszereplője, kimagaslóan intelligens és unatkozó középiskolás diák, aki rátalál a halálisten, Ryuk által elhagyott Halállistára. A lista segítségével Light meg akarja tisztítani a világot a gonoszságtól, majd pedig istenként uralni azt. A Halállista erejét felhasználva gyilkolni kezdi az ismert bűnözőket, a média és az emberek pedig nemsokára Kira (キラ), azaz Gyilkos néven kezdik emlegetni az ismeretlen és rejtélyes igazságosztót. Tettei természetesen a rendőrség figyelmét is felkeltik, akik nagy erőket mozgósítanak elfogására. Obata Takesi a manga megjelenése során folyamatosan egyszerűsítette Light külső megjelenését a sorozatban, eltávolítva a „feleslegesnek” tartott vonásokat. A 35. fejezetben, mikor Light átmenetileg elveszítette emlékezetét, Obata visszatért a korai fejezetekben alkalmazott külsőhöz, hogy ezzel is szemléltesse a drámai fordulatot a történetben.
Az eredeti animében Light hangját kölcsönző szeijú Mijano Mamoru,  a szereplő angol szinkronhangja Brad Swaile. A magyar változatban Light Kolovratnik Krisztián hangján szólal meg. Lightot a manga alapján készült kétrészes filmben Fudzsivara Tacuja alakította.

### L
L (エル) a világ legkülöncebb és legzseniálisabb nyomozója, Jagami Light legveszélyesebb ellenfele a sorozat első felében. Világszerte való ismertsége ellen a Kira-ügy előtt mindig sikerült elkerülnie személyes megjelenését a nyilvánosság előtt. A sorozatgyilkos Kira felkutatása érdekében gyakran igen drasztikus eszközökhöz folyamodik, hogy megtévessze vagy lépésre kényszerítse ellenfelét. L szenvedélyesen rajong az édességekért, a sorozat szinte minden jelenetben valamilyen édességet fogyaszt. Óba Cugumi saját bevallása szerint a szereplő külső megjelenésével kapcsolatban mindent a manga rajzolójára, Obata Takesire hagyott. Mindemellett Óba vázlataiban megjegyzéseket tett L néhány adottságára, mely megjelenésére is hatással voltak. Ezek között szerepelt, hogy L angol származású, igen közönyös, magának való és hogy kedveli az édességet.
Az eredeti animében L hangját kölcsönző szeijú Jamagucsi Kappei,  a szereplő angol szinkronhangja Alessandro Juliani. A magyar változatban L Viczián Ottó hangján szólal meg. L-t a manga alapján készült kétrészes filmben és az azt követő spin-offban Macujama Kenicsi alakította.

### Amane Misza
Amane Misza (弥 海砂) fiatal fotómodell, énekes és színész. Misza szüleit még a lány fiatalabb korában gyilkolták meg, Misza szeme láttára. Évekkel később Kira, vagyis Light egyik áldozata lett Misza szüleinek gyilkosa is, amiért a lány megszállottan támogatni kezdi Light céljait. A lány néha igen hiperaktív, de szinte soha nem hagyja, hogy érzései mások iránt befolyásolják Lighthoz kötődő elkötelezettségét és hűségét. Light és Misza öt éven keresztül együtt játsszák Kira szerepét, Óba magyarázata szerint azonban Light gonosznak tekinti Miszát, amiért az embereket öl, és ezért igen ridegen viszonyul a lányhoz és felhasználja őt. Óba megjegyzései és véleménye alapján Misza „gothic lolita” kinézetét Obata a lány frizurájával tompította oly módon, hogy az természetesebbnek és aranyosabbnak hasson azok számára is, akik nem rajonganak ezért a divatirányzatért. Misza megjelenése a sorozat folyamán azonban ezen kívül is további művészi megoldásokat kívánt, hogy szemléltesse a lány számos oldalát, a szórakozottan bolondostól egészen a halálosan komolyig.
Az eredeti animében Misza hangját kölcsönző szeijú Hirano Aja,  a szereplő angol szinkronhangja Shannon Chan-Kent. A magyar változatban Misza Csuha Borbála hangján szólal meg. Miszát a manga alapján készült kétrészes filmben és az azt követő spin-offban Toda Erika alakította.

### Near
Near (ニア) fiatal fiú, aki a sorozat második felében tűnik fel először, a Kira utáni nyomozás során elhunyt L egyik lehetséges utódaként. A mesterdetektív halála után felkérik, hogy dolgozzon együtt a pozíció másik várományosával, Mellóval, de Mello ezt visszautasítja és ketten két külön módszerrel próbálják sarokba szorítani Kirát. Near megkapja az Egyesült Államok kormányának teljes támogatását és a sorozatgyilkos elfogására alakult SPK-egység vezetője lesz. Near nyugodt és sztoikus jellem, aki megszokásaiban sokban hasonlít L-re. Óba Cugumi véleménye szerint Near a sorozat előrehaladtával egyre népszerűtlenebbé vált. A szereplő pimasz magatartását, mely azt hivatott hangsúlyozni, hogy Near zsenialitása ellenére is még gyerek, sokan idegesítőnek tartották.
Az eredeti animében Near hangját kölcsönző szeijú Hidaka Noriko,  a szereplő angol szinkronhangja Cathy Weseluck. A magyar változatban Near először Solecki Janka, majd később pedig Bartucz Attila hangján szólal meg. Neart a manga alapján készült kétrészes filmet követő L change the WorLd című spin-offban Fukuza Narusi alakította.

### Mello
Mello (メロ) a sorozat második felében tűnik fel először, Nearrel egy időben, a nyomozás során elhunyt L másik lehetséges utódaként. Mello visszautasítja, hogy Nearrel együtt dolgozzon és a kormány támogatása helyett a maffia soraiban keres szövetségeseket Kira elfogásához. Óba eredeti tervei szerint Mello lett volna az, aki végül legyőzi Lightot, de mivel Mello a cselekmény során túl sokat megtudott a Halállistáról és annak használatáról, kénytelen volt megölnie őt, hogy fenntartsa a történet feszültségét. Nearhez hasonlóan Mello is több L-re emlékeztető tulajdonsággal rendelkezik, így például rajong az édességekért és gyakran egy szelet csokoládét harapdálva látható a sorozatban.
Az eredeti animében Mello hangját kölcsönző szeijú Szaszaki Nozomu, a szereplő angol szinkronhangja David Hurwitz. A magyar változatban Mello Markovics Tamás hangján szólal meg.

### Halálistenek
A halálistenek démonszerű lények, akik saját világukban élnek. Gyakorlatilag halhatatlanok, akik úgy tudják meghosszabbítani életüket, hogy olyan emberek neveit írják Halállistáikba, akik halálának ideje valójában még nem jött el. A halálisten által kijelölt és az ember számára a sors által elrendelt halál időpontja közötti különbség így hozzáadódik a halálisten életéhez. Az egyik főszereplő halálisten, Ryuk elmondása szerint azonban a halálistenek világában az élet igencsak egyhangú. Halállistáját azért hagyta el szándékosan a Földön, hogy így szórakoztassa magát. Ryukon kívül a legtöbbet szereplő halálistenek Rem és Szidoh.
Az eredeti animében Ryuk hangját kölcsönző szeijú Sido Nakamura, a szereplő angol szinkronhangja Brian Drummond. A magyar változatban Ryuk Sótonyi Gábor hangján szólal meg.
Az eredeti animében Rem hangját kölcsönző szeijú Kimiko Szajto, a szereplő angol szinkronhangja Colleen Wheeler. A magyar változatban Rem Kossuth Gábor hangján szólal meg.
Az eredeti animében Szidoh hangját kölcsönző szeijú Kazuki Jao, a szereplő angol szinkronhangja Samuel Vincent. A magyar változatban Szidoh Kisfalusi Lehel hangján szólal meg.

## Mellékszereplők

### A Kira-ellenes nyomozócsoport

#### Jagami Szóicsiró
Jagami Szóicsiró (夜神 総一郎; Hepburn: Yagami Sōichirō) Jagami Light édesapja, annak a rendőri nyomozócsoportnak a vezetője, amely Kirát próbálja meg kézre keríteni. Mikor L Lightra kezd gyanakodni, hogy ő Kira, Szóicsiró nem hajlandó elhinni, hogy fia képes lenne ilyesmire. L halála után azt a feladatot kapja, hogy szerezze vissza azt a Halállistát, amelyet Mello lopott el. Szóicsiró megszerzi a halálistenek szemeit és sikerül bejutnia Mello rejtekhelyére, bár Light ezt a szerepet Macudának szánta. Sikerül visszaszereznie a Halállistát és megtudnia Mello valódi nevét, de megölni már nem sikerül neki és az akció közben ő maga szenved halálos sérülést. Halála előtt még láthatja fia feje felett annak még hátralévő idejét a halálistenek szemével, így abban a tudatban hal meg, hogy fia nem Kira. Light azonban ekkor már lemondott saját Halállistájáról és így élettartama is láthatóvá vált. A sorozat alapján készült filmben Szóicsiró életben marad és felfedezi, hogy Light Kira. Fia a karjaiban hal meg, de családjának nem árulja el, hogy ő volt a rettegett sorozatgyilkos.
Szóicsiró személyiségének alapja az az alapelgondolás volt, hogy a szereplő egy talpig becsületes és erős igazságérzettel rendelkező rendőrtiszt. Ennek megfelelően az olvasók erős szimpátiát fognak érezni iránta mindazért, amin keresztül kell mennie. Óba eredetileg nem akart végezni a szereplővel, de Szóicsiró jelenléte túl sok konfliktust okozott volna a már előre lefektetett eseményekkel és történésekkel. Óba ugyanakkor nem szerette volna, ha Light végez vele, ezért halálát balesetként írta meg. Obata szándékosan „tipikus nyomozóként” rajzolta meg Szóicsirót, Óba jegyzeteinek megfelelően bajusszal és szemüveggel. A sorozat folyamán külső megjelenése jelentősen megváltozik: lefogy és látványosan öregedni kezd. Óba és Obata egyetértettek abban, hogy Szóicsiró a sorozat legtisztább szereplője, Óba személyes véleménye szerint pedig egyben a harmadik „legerősebb” is Light mellett.
Az eredeti animében Szóicsiró hangját kölcsönző szeijú Ucsida Naoja, a szereplő angol szinkronhangja Christopher Britton. A magyar változatban Szóicsiró Csuha Lajos hangján szólal meg. Szóicsirót a manga alapján készült kétrészes filmben Kaga Takesi alakította. A kétrészes élőszereplős filmben Szóicsiró magyar hangja Orosz István volt.

#### Macuda Tóta
Macuda Tóta (松田 桃太; Hepburn: Matsuda Tōta), álnevén Macui Taro, a nyomozócsapat legfiatalabb tagja, akinek igyekezete ellenére tapasztalatlansága néha hátráltatja a nyomozást. Tóta egy „tipikus fiatalember, akivel könnyű kijönni”, érdeklődő minden újdonság és pletyka iránt. Gyakran kevésbé a nyomozás és inkább csak érdeklődés miatt hallgatja Light Miszával, majd pedig később Takadával való bensőséges beszélgetéseit. Nagy rajongója Miszának, és nagyon lesújtja, mikor megrendezett halála miatt már nem dolgozhat a fiatal lány „menedzsereként”. A sorozatban találhatók olyan utalások, mely szerint Tótának alsóbbrendűségi komplexusai vannak nyomozói hivatását tekintően, és viselkedés több kollégáját is idegesíti. Tóta kockázatos lépései gyakran veszélybe sodorják, de gyors gondolkodása néha segíti is a nyomozást, mint például a Jocuba-ügyben, mely Higucsi elfogásához vezetett. Tóta igen megkedveli Lightot, ahogyan azt Ide Hideki meg is jegyezi, de sorozat végén mégis kénytelen rálőni, súlyosan megsebesítve őt.
Óba egy „egyszerű fickónak” írja le Tótát, aki igen hasznos szereplő mivel ösztöneire és érzelmeire hallgatva cselekszik, ami az író véleménye szerint nagyban hozzájárul ahhoz, hogy sikerül életben maradnia. Annak ellenére, hogy Tóta a nyomozócsapat tagja, nincs teljesen meggyőződve arról, hogy a bűnözők és ismert gyilkosok halála rossz dolog lenne. Ezen kétségeit azonban sohasem engedi, hogy befolyásolják munkájában, de még a manga utószavában is kételkedik abban, hogy helyesen cselekedett-e, mikor Near oldalára állt. Óba azért adta hozzá ezt a kétséget Tóta személyiségéhez, mivel úgy érezte, minden csoportban szükséges legalább egy olyan ember az egyensúly megtartása miatt, aki Kirát támogatja. Obata megfogalmazása szerint Tóta „kiismerhetetlen és ezért nehezen megrajzolható”. A szereplő jellemének alapja „a hétköznapi zöldfülű nyomozó”, Obata véleménye szerint hiányzik belőle az egyéniség és cselekedetei megjósolhatatlanok. Obata megjegyezte azt is, hogy ezen tulajdonságokat magában némiképpen magában is felfedezte és éppen azért nem kedvelte meg igazán a szereplőt, amiért az saját következetlenségére emlékeztette.
Az eredeti animében Tóta hangját kölcsönző szeijú Naitó Rjó, a szereplő angol szinkronhangja Vincent Tong. A magyar változatban Tóta Czető Roland hangján szólal meg. Tótát a manga alapján készült kétrészes filmben Aojama Szota alakította. Aojama a két film spin-offjaként elkészített L change the WorLd című mozifilmben is szerepelt volna, de jeleneteit végül kivágták belőle. A kivágott és további leforgatott jeleneteiből egy különleges Death Note-kiadás készült, melynek főszereplője, a naiv nyomozó, Tóta próbálja rendezni gondolatait és érzéseit L közelgő halálával kapcsolatban.

#### Aizava Súicsi
Aizava Súicsi (相沢 周市; Hepburn: Aizawa Shūichi), álnevén Aihara (相原) a nyomozócsapat egyik tagja, aki azzal az indokkal hagyja el a csoportot, hogy segítenie kell családját, mivel a japán rendőrség megszorításokat eszközölt a kiadásaiban. Nem sokkal ezután kiderült, hogy L támogatta volna őt, ha a csapatban marad. Súicsi L halála után visszatér és egyike azoknak, akik elsőként kezdenek Lighra gyanakodni, hogy ő Kira. Ennek ellenére sokáig nem fedi fel gyanúját, egészen addig, amíg meg nem bizonyosodik igazáról, és végül Light bukásához is hozzájárul. Súicsi a nyomozócsapat vezetését is átveszi. Óba azért őt választott a csoport vezetőjének, mivel nem akart egy újabb szereplőt megalkotni az utolsó fejezethez. Emellett úgy érezte, hogy Súicsi a legjobb választás a rendőrséghez és Nearhez főződő kapcsolata miatt.
Az eredeti animében Súicsi hangját kölcsönző szeijú Fudzsivara Keidzsi, a szereplő angol szinkronhangja Trevor Devall. A magyar változatban Súicsi Fehér Péter hangján szólal meg. Súicsit a manga alapján készült kétrészes filmben Okuda Tacuhito alakította.[forrás?]

#### Mogi Kanzó
Mogi Kanzó (模木 完造; Hepburn: Mogi Kanzō), álnevén Modzsi Kanicsi (模地 幹一) a nyomozócsapat legelhivatottabb és egyben legzárkózottabb tagja. Mogi igen szűkszavú, még akkor is csak ritkán szólal meg, ha egyetért valamivel. Kiváló nyomozó és színész, melyet azzal is bizonyít, hogy visszafogott természete ellenére remekül alakítja Misza életvidám és heves menedzserének szerepét. Kanzó igen megkedveli Miszát, melyet bizonyít aggodalma a lány életéért, mikor az Takadáról mond véleményt. A szimpátia látszólag kölcsönös, mivel Misza is szívesen van a társaságában és „Motcsinak” becézi. Óba Mogit eredetileg csak azért alkotta meg, hogy a megfelelő számú szereplővel dolgozhassan, de később, saját bevallása szerint azt tervezte, hogy valami „hihetetlen” és „meglepő” dolgot fog művelni vele, mivel ő a sorozat „szótlan típusa”. Obata szintén nem tartotta Mogit jelentős szereplőnek, így kinézete nem olyan letisztult, mint társaié. A sorozat végén Óba Mogit is számításba vette a nyomozócsapat leendő vezetői között, mivel jól tudna együtt dolgozni Near-rel. A manga alapján készült filmben Mogit Misza gyilkolja meg Halállistájával első tévésugárzása alkalmával; a mangában és animében ekkor Ukitával végez.
Az eredeti animében Mogi hangját kölcsönző szeijú Nakai Kazuja, a szereplő angol szinkronhangja John Murphy. A magyar változatban Mogi Kapácsy Miklós hangján szólal meg. Mogit a manga alapján készült kétrészes filmben Simizu Sin alakította.

#### Ide Hideki
Ide Hideki (伊出 英基) egyike azon kevés rendőrtisztnek, akik mindvégig Szóicsiró mellett maradnak a Kira-nyomozás során és csak akkor hagyja el a csapatot, mikor már nem tud egyetérteni L módszereivel. Hideki később visszatér a csapatba, de viszonylag csak kis szerepet játszik a cselekményben. Koordinálja a rendőri akciókat, mint például blokádot rendel el, hogy megakadályozzák Higucsi szökését. Mikor L halála után ismét csatlakozik a nyomozáshoz, kijelenti, hogy csak Aizava miatt teszi. Hideki jobban bízik Light ártatlanságában, mint bárki más az akciócsoportban, kivéve természetesen Light apját.
Óba azért hozta vissza Hidekit a történetbe, mert úgy gondolta, hogy Higucsi letartóztatásakor való jelenléte „az összetartást szépen példázó jelenetet teremtene” és minél több szereplő van jelen, annál jobb a jelenet. Obata azért kedvelte a szereplőt, mivel megértette gondolkodását, hogy miért hagyta ott, majd tért vissza a csapathoz. Obata saját bevallása szerint könnyebben tud olyan szereplőket megrajzolni, akiknek nyilvánvalóak motivációik.
Az eredeti animében Hideki hangját kölcsönző szeijú Isikava Hideo, a szereplő angol szinkronhangja Brian Dobson. A magyar változatban Ide Sörös Miklós hangján szólal meg.

#### Ukita Hirokazu
Ukita Hirokazu (宇生田 広数; Hepburn: Ukita Hirokazu) az L által vezetett nyomozócsapat egyik tagja. Az alkotók a szereplő alaptulajdonságiból fiatalságát és bátorságát emelték ki. Hirokazu másik sajátos tulajdonsága, hogy láncdohányos. Mikor Misza Kiraként a Sakura TV adásán keresztül üzen, Hirokazu egymaga a tévéadóhoz rohan, hogy megakadályozza a sugárzást. Misza a halálisten szeme és Halállistája segítségével azonnal megöli őt, mikor az ajtó közelébe ér. Óba azért pont Hirokazut ölte meg a történet ezen pontján, mert Macudát „hasznosnak tartotta”, Mogit pedig valami „nagy dologra” tartogatta. A fennmaradt Aizava és Hirokazu közül pedig végül rá esett a választása. Obata saját bevallása szerint könnyű volt Kirokazut megrajzolnia, mivel „ösztönember és így könnyű megérteni”, ezért aztán igencsak meglepődött, mikor megtudta, hogy a szereplő meg fog halni. A manga alapján készült filmben Misza Mogit gyilkolja meg Hirokazu helyett.
Az eredeti animében Hirokazu hangját kölcsönző szeijú Kiucsi Hidenobu, a szereplő angol szinkronhangja Jeremy From. A magyar változatban Ukita Előd Botond hangján szólal meg. Hirokazut a manga alapján készült kétrészes filmben Nakamura Ikudzsi alakította.

### Egyéb szereplők

#### Vatari (Wammy Quillsh)
Vatarit úgy ismerhetjük meg, mint L jobbkezét, L és a külvilág összekötőjét. Találmányaiból szerzett vagyonából árvaházakat tart fenn, ahol tehetséges gyerekeket nevelnek, akik közül a legjobb elnyerheti L címét, vagyis a legnehezebb ügyeket osztják majd rá.
Az eredeti animében Vatari hangját kölcsönző szeijú Kijosi Kobajasi, a szereplő angol szinkronhangja French Tickner. A magyar változatban Vatari Várday Zoltán hangján szólal meg.